# Mahboub Bati
Mahboub Bati (Safar Bati Mohamed El Mahboub) (1919-2000) est un musicien , auteur compositeur ayant rénové le style musical algérien le plus populaire : le chaâbi algérien.

## Biographie
Mahboub Bati est né à Médéa (Algérie), dans une famille modeste. Après quelques mois passés dans une école coranique, il a dû très tôt commencer à travailler comme apprenti-coiffeur. Son amour pour la musique l'a orienté vers un musicien juif( Qui?) de Médéa pour apprendre le solfège. La cornemuse est le premier instrument que Bati a appris à jouer.
Son incroyable capacité d'auto-apprentissage l'a emmené à intégrer en 1937 la toute fraîche troupe théâtrale de Mahieddine Bachtarzi.
Il a aussi appris beaucoup auprès des maîtres du chaâbi et de la musique arabo-andalouse tels que : El Hadj M’hamed El Anka, Hadj M’rizek, Khelifa Belkacem, Mohamed et Abderrazak Fekhardji.
À la fin des années 1940, il jouait de la clarinette dans l'orchestre moderne de la station d'Alger.
Dans les années 1970, ce musicien se trouva au centre d'une polémique sur le chaâbi. Les conservateurs et à leur tête El Anka lui ont reproché d'être à l'origine de nouvelles chansons au lieu et place des textes poétiques du melhoun. Malgré cela le répertoire de Mahboub Bati s'agrandit avec une centaine de chansons. Auteur-compositeur de talent, il a réussi à algérianiser le chaâbi qui se pratiquait à l'époque à Alger en mettant sur le devant de la scène toute une génération de chanteurs du Chaâbi. Ses succès continuent d'être fredonnés par beaucoup d'Algériens.
Il a fait connaître à travers le pays, des chanteurs comme El Hachemi Guerouabi avec la chanson El Bareh, Boudjemaâ El Ankis avec Rah el ghali, Amar Ezzahi avec Mali hadja, Amar el achab avec Nesthel el kiyya, Abdelkader Chaou avec Djah rabbi ya jirani et de nombreux autres. Mahboub Bati a eu le mérite de remettre le chaâbi au goût du jour en le rendant populaire parmi les populations mélomanes. Il a aussi composé des dizaines de chansons dans différents genres musicaux algériens. Il quitte la scène artistique en 1986 après avoir fait le pèlerinage à la Mecque.
Mahboub Bati s’est éteint le 21 février 2000 à Alger. Il a été inhumé au cimetière de Kouba (Djebana Garidi).